# Eckhard Cordes

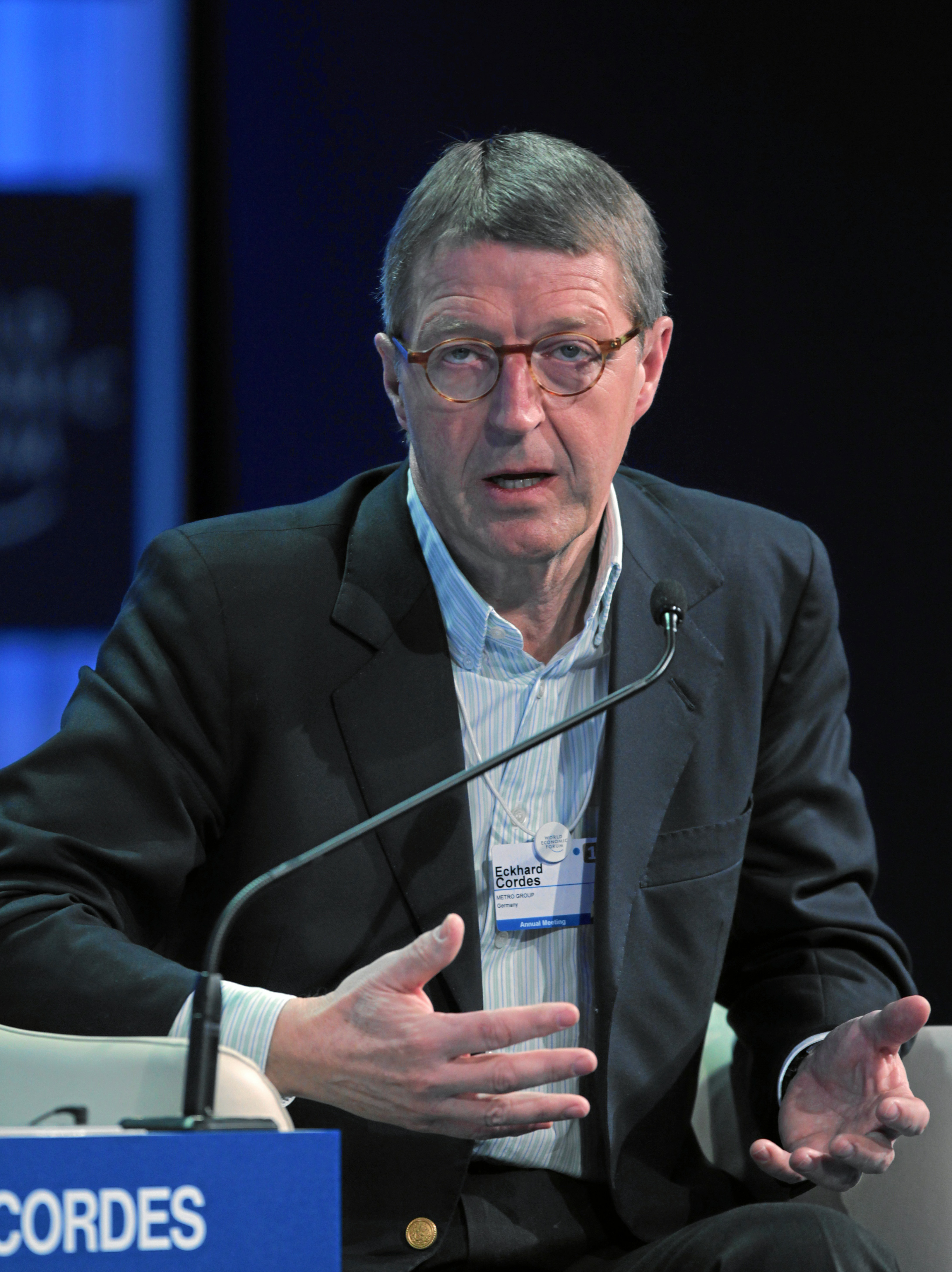
Cordes während des Weltwirtschaftsforums 2011

Eckhard Cordes (* 25. November 1950 in Neumünster) ist ein deutscher Manager und war von November 2007 bis Dezember 2011 Vorstandsvorsitzender des Handelskonzerns Metro AG.
Seit dem 11. November 2014 ist er Aufsichtsratsvorsitzender des Dienstleisters Bilfinger SE.

## Familie
Cordes wurde als Sohn eines Lederhändlers geboren. Er ist mit einer ehemaligen Mitarbeiterin verheiratet. Cordes ist Vater von vier Söhnen, davon zwei aus erster Ehe.

## DaimlerChrysler
Nach seinem Studium der Betriebswirtschaft von 1969 bis 1974 an der Universität Hamburg und der anschließenden Promotion trat er im Jahre 1976 in die damalige Daimler-Benz AG ein. Dort war er in verschiedenen operativen und strategischen Leitungsfunktionen im In- und Ausland tätig, bevor er 1996 in den Vorstand der Konzernholding berufen wurde.
Bei der Fusion von Daimler-Benz mit Chrysler im Jahr 1998 gehörte er dem kleinen vorbereitenden Kreis an, das später als „Schrempps Küchenkabinett“ („kitchen cabinet“) bekannt geworden ist. Ihm gehörten Schrempps Büroleiterin und heutige Ehefrau Lydia Deininger an, der damalige Kommunikationsvorstand Hartmut Schick, der damalige Strategievorstand Rüdiger Grube, Eckhard Cordes als Strategie-Vorstand sowie der Investmentbanker Alexander Dibelius von Goldman Sachs. Ebenso wurde die Beteiligung von DaimlerChrysler mit 33,4 Prozent an der Mitsubishi Motors Corporation (MMC) von Cordes und Dibelius im Jahr 2000 vorbereitet. Im April 2004 wurden die Mitsubishi-Anteile wieder verkauft, die Beteiligung hatte sich als Fehlinvestition erwiesen. Im Jahr 2007 folgte die Trennung von Daimler und Chrysler nach Verlusten in Höhe von mehreren Dutzend Milliarden Dollar.
Vom 1. Oktober 2004 bis zum 31. August 2005 war er als Nachfolger von Jürgen Hubbert Vorstandsmitglied (Geschäftsfeld Personenwagen) bei der DaimlerChrysler AG. Cordes war verantwortlich für die Mercedes Car Group. Er war Chef von Mercedes-Benz, Maybach und smart und außerdem für die Motorsportaktivitäten mit dem hauseigenen Tuner AMG sowie McLaren zuständig. Nachdem Jürgen Schrempp als Vorstandsvorsitzender der Aktiengesellschaft am 28. Juli 2005 seinen Rücktritt zum Jahresende bekanntgegeben hatte und gleichzeitig Dieter Zetsche (Vorstandsmitglied Geschäftsfeld Chrysler Corporation) als dessen Nachfolger vorgestellt worden war, bat Cordes den Aufsichtsrat umgehend um Auflösung seines Vertrages. Bis zu diesem Zeitpunkt sah es so aus, als ob Cordes die Nachfolge von Jürgen Schrempp antreten und damit die Führung von DaimlerChrysler übernehmen werde. Umgekehrt wäre in diesem Fall auch Dieter Zetsche aus dem Unternehmen ausgeschieden, denn seit Cordes Zetsches Arbeit kritisiert hatte, gingen sich die beiden Manager aus dem Weg.

## Franz Haniel & Cie. GmbH
Eckhard Cordes war von Januar 2006 bis zum 31. Dezember 2009 Vorstandsvorsitzender des Familienkonzerns Franz Haniel & Cie. GmbH und löste damit den seit Mai 2005 auf dieser Funktion agierenden Theo Siegert ab. Familie Haniel war mit der Geschäftsführung von Cordes unzufrieden geworden und ordnete seine Misserfolge auf seine Überlastung als Vorstandsvorsitzender von Metro und als Geschäftsführer der Franz Haniel GmbH zu. Bereits bei der Ankündigung der Übernahme des Vorstandsvorsitzes der Metro im September 2007 wurde Kritik an seiner Doppelbelastung geäußert und vor möglichen geschäftlichen Einbußen gewarnt. Im September 2009 wählte der Aufsichtsrat von Haniel Jürgen Kluge zum neuen Vorstandsvorsitzenden, der zum 1. Januar 2010 die Stellung von Cordes übernahm.

## Metro AG
Seit 1. November 2007 war Eckhard Cordes Vorstandsvorsitzender des Handelskonzerns Metro AG. Die Ankündigung des Konzerns erfolgte am 20. September 2007. Aufgrund der Unterstützung der Familien Haniel und Schmidt-Ruthenbeck als neue Metro-Mehrheitseigner konnte er im September 2007 den Vorstandsvorsitzenden Hans-Joachim Körber ablösen. Anstelle von Expansion wie bei Körber, setzt er jetzt auf hohe Rentabilität. Die durchschnittlich profitabel wirtschaftenden Metro-Ketten Real und Kaufhof genügten nicht mehr seinen hohen Rendite-Ansprüchen: „Unser Ziel sind Wachstumsraten, die deutlich über dem Markt liegen – und das auf Jahre hinaus.“
Am 18. November 2011 gab die Metro AG in einer Presseerklärung bekannt, dass Eckhard Cordes zum 31. Dezember 2011 sein Amt als Vorstandschef niederlegen und aus dem Konzern ausscheiden werde. Nachfolger als Vorstandschef wurde der bisherige Finanzvorstand Olaf Koch.
2010 nahm Cordes an dem alljährlichen Treffen der Trilateralen Kommission teil.

### Fusionspläne Kaufhof/Karstadt

#### Vor der Karstadt-Insolvenz
Cordes bestand seit November 2007, ganz im Gegensatz zu Körber, auf einer Fusion des damaligen Metro-Unternehmens Kaufhof mit der Warenhauskette Karstadt. Eine bedeutende Unterstützung für diese Idee fand er bei seinem Freund, Nachbarn und Trauzeugen, dem Investmentbanker Alexander Dibelius, der für Goldman Sachs seit 2004 ein außergewöhnlich umfangreiches Beratungsmandat für KarstadtQuelle, später Arcandor und heute Karstadt ausübt. Um seinem Fusionsvorhaben noch mehr Nachdruck zu verleihen, vertritt er die Ansicht, dass Deutschland unter einem „Überangebot an Warenhäusern“ leide. Dies trug er auch führenden Politikern wie Guttenberg, Merkel und Steinmeier vor. Nach der Liquidation des Warenhaus-Wettbewerbers Hertie im Jahr 2009 hielt er weiterhin an dieser These fest, „Deutschland“ habe nach wie vor einen „Konsolidierungsbedarf“. Kritiker wie der Bankier Friedrich Carl Janssen bestritten die Objektivität von Cordes, er strebe keine Branchenlösung an, sondern verfolge eigene Konzerninteressen. Die Immobilienexpertin Ruth Vierbuchen warnte vor einer Fusion, da diese wegen der darauf folgenden Filialschließungen allen anderen volkswirtschaftliche und betriebswirtschaftliche Kosten aufbürden und nur Kaufhof nützen würden. In Großbritannien und Frankreich gebe es jeweils mehrere Warenhaus-Ketten, die profitabel wirtschaften.

#### Während der Karstadt-Insolvenz
Unmittelbar vor der Insolvenz von Karstadt war es Cordes gelungen, drohende staatliche Hilfen für das angeschlagene Unternehmen zu verhindern. Im Insolvenzverfahren versuchte Cordes zunächst, Karstadt schlechtzureden und damit die Betriebsfortführung durch den Insolvenzverwalter zu behindern, denn sein Ziel musste die Liquidation von Karstadt sein, weil Kaufhof allenfalls eine Übernahme von rund 50 Karstadt-Häusern zu bewältigen vermochte und in die Debatte warf. Am offiziellen Bieterwettbewerb um Karstadt beteiligte Metro sich nicht, weil der Insolvenzverwalter Karstadt nur als Ganzes anbot. Parallel bemühte sich Cordes, der bereits seit Längerem für Kaufhof einen Investor suchte, Investoren aufzutreiben, die an der gleichzeitigen Übernahme von Kaufhof und Karstadt Interesse haben könnten, hatte aber auch dabei keinen Erfolg. Als sich der dauerhafte Erhalt von Karstadt und die Übernahme durch den Investor Nicolas Berggruen abzeichneten und Kaufhof sich in der Zwischenzeit als in mehreren Anläufen unverkäuflich erwiesen hatte, merkte Cordes an: „Irgendwann wird es zu einem Zusammenschluss kommen, wann und unter welchen Umständen auch immer.“

#### Nach der Karstadt-Insolvenz
Metro war am Ende des aus Cordes’ subjektiver Sicht aussichtsreich mit der Karstadt-Insolvenz eingeleiteten Prozesses nicht der erhoffte „Krisengewinnler“. Die von dem Insolvenzverwalter Klaus Hubert Görg und Hans-Gerd Jauch in allen Verhandlungen verfolgte Strategie, Karstadt als Ganzes zu erhalten und zu verkaufen, war erfolgreich. Cordes sah sich mit Kaufhof am Ende des Prozesses einem Konkurrenten Karstadt gegenüber, der stärker als vor der Insolvenz ist: Durch das erfolgreiche Insolvenzplanverfahren vollständig entschuldet, ohne eigene Immobilien, für die das Vermieterkonsortium Highstreet unter der Führung von Dibelius zudem die Mieten erheblich verbilligen musste, geleitet von dem Milliardär Nicolas Berggruen.

## Funktionen
Eckhard Cordes ist Mitbegründer der Private-Equity-Gesellschaft Emeram Capital Partners in München. Des Weiteren ist er Partner des schwedischen Finanzinvestors Cevian Capital. Am 11. November 2014 wurde er zum Aufsichtsratsvorsitzenden des Baukonzerns Bilfinger SE gewählt.
Cordes ist Mitglied in den Kontrollgremien der folgenden Unternehmen:
- Cevian Capital, Partner
- Emeram Capital Partners, Founding Partner
- Bilfinger SE, Aufsichtsratsvorsitzender
- Vorsitzender des Ost-Ausschusses der Deutschen Wirtschaft[32]

Er hatte auch Ämter in folgenden Firmen inne:
- Air Berlin PLC, Non-Executive Director im Board of Directors
- Aktiebolaget SKF, Mitglied im Board of Directors (2006–2008)
- Celesio AG, Vorsitzender des Aufsichtsrates bis 31. Dezember 2009
- Deutsche Bahn AG, Aufsichtsrat ab 1. Juli 2006[33]
- Rheinmetall AG
- TAKKT AG bis 31. Dezember 2009

## Mobbingprozesse bei DaimlerChrysler
Im Jahr 2006 bestätigt das Landesarbeitsgericht Baden-Württemberg (LAG) ein erstinstanzliches Urteil des Arbeitsgerichts Stuttgart gegen DaimlerChrysler, nachdem Cordes in der Zeit vom November 2000 bis Mitte 2004 das Mobbing eines Mitarbeiters zu verantworten hat.
Das LAG verurteilte DaimlerChrysler zur Zahlung eines Schmerzensgeldes in Höhe von 25.000 EURO. Bei seinem Urteil zog das LAG die gegen Cordes persönlich gerichtete Klage des Mobbingopfers (Az. 2Ca 306/06) mit in Betracht, in der Cordes vorgeworfen wird, dass dieser während seiner Zeit bei DaimlerChrysler das Mobbing seines Opfers veranlasst und dessen Persönlichkeitsrechte zielgerichtet, schwerwiegend und schuldhaft verletzt hat.

## Gesellschaftspolitisches Engagement
Im August 2010 unterzeichneten Cordes und etwa 40 andere Prominente den Energiepolitischen Appell für eine Laufzeitverlängerung deutscher Kernkraftwerke.
Zudem war er bis 2015 Vorsitzender des Ost-Ausschusses der Deutschen Wirtschaft und Mitglied im Lenkungsausschuss des deutsch-russischen Petersburger Dialogs. 2023 spendete er 5000 Euro an die Werteunion.